# كريستين هارمل
كريستين هارمل (بالإنجليزية: Kristin Harmel)‏ (مواليد 4 مايو 1979، نيوتن في الولايات المتحدة)، هي كاتبة روائية وصحفية أمريكية. درست في جامعة فلوريدا.

## من مؤلفاتها المترجمة للغة العربية
- رواية: «كتاب الأسماء المفقودة» 2020.